# Bataille de Corregidor
Pour la bataille de 1945, voir Bataille de Corregidor (1945).
Seconde Guerre mondiale
Batailles
Batailles et opérations de la guerre du Pacifique

Japon :
- Raid de Doolittle
- Bombardements stratégiques sur le Japon (Tokyo
- Yokosuka
- Kure
- Hiroshima et Nagasaki)
- Raids aériens japonais des îles Mariannes
- Campagne des archipels Ogasawara et Ryūkyū
- Opération Famine
- Bombardements navals alliés sur le Japon
- Baie de Sagami
- Invasion de Sakhaline
- Invasion des îles Kouriles
- Opération Downfall
- Reddition du Japon

Pacifique central :
- Pearl Harbor
- Guam (1941)
- Wake
- Raid sur les îles Gilbert et Marshall
- Opération K
- Midway
- Opération RY
- Campagne des îles Gilbert et Marshall
- Campagne des îles Mariannes et Palaos
- Campagne des archipels Ogasawara et Ryūkyū
- Opération Inmate

Pacifique du sud-ouest :
- Nauru
- Invasion des Philippines (1941-42)
- Invasion des Indes orientales néerlandaises
- Opérations de l'Axe dans les eaux australiennes
- Raids aériens japonais sur l'Australie (1942-43)
- Opération Ke
- Campagne des îles Salomon
- Campagne de Nouvelle-Guinée
- Campagne des Philippines
- Campagne de Bornéo (1945)

Asie du sud-est :
- Invasion de l'Indochine (1940)
- Océan Indien (1940-45)
- Guerre franco-thaïlandaise
- Invasion de la Thaïlande
- Campagne de Malaisie
- Hong Kong
- Singapour
- Campagne de Birmanie
- Opération Kita
- Indochine (1945)
- Détroit de Malacca
- Opération Jurist
- Opération Tiderace
- Opération Zipper
- Bombardements stratégiques (1944-45)

Guerre sino-japonaise
Front d'Europe de l’Ouest
Front d'Europe de l’Est
Bataille de l'Atlantique
Campagnes d'Afrique, du Moyen-Orient et de Méditerranée
Théâtre américain
La bataille de Corregidor fut, en 1942, le dernier combat de la première campagne des Philippines, l'empire du Japon établissant un contrôle total sur le territoire philippin.

## Contexte
Après la fuite du gouvernement philippin et la fin le 9 avril de la bataille de Bataan, les Japonais contrôlaient tout le nord de l'archipel philippin, à l'exception de l'île de Corregidor où le quartier-général du général Douglas MacArthur s'était replié depuis le 25 décembre 1941 et qui servait de refuge au président Manuel L. Quezon. La prise de l'île était également pour les Japonais la condition pour s'assurer le contrôle de la baie de Manille. MacArthur quitta l'île pour l'Australie dans la nuit du 12 mars sur ordre du président Roosevelt et confia le commandement à Wainwright.
Wainwright dispose de 15 000 hommes en majorité des administratifs, dont 1 130 marines du 4e régiment ramenés de Shanghaï avant le 8 décembre 1941. Aucun secours n'est attendu. 

## Bombardements
La forteresse de Fort Mills sur Corregidor était dotée d'un système de tunnels et de défense d'artillerie. Les plages étaient défendues par 800 soldats américains équipés d'armes antiaériennes et de mortiers. Les places fortes de Fort Drum, sur l'île de Fraile, et de Fort Frank, sur l'île de Carabao, venaient encore renforcer le système de défense.
Le 29 décembre 1941, les Japonais effectuèrent un bombardement stratégique sur Corregidor, détruisant l'hôpital. Jusqu'à la fin avril, les défenseurs philippins et américains de l'île résistèrent aux attaques de l'aviation japonaise, qui leur infligea 614 bombardements, pour un total de 365 tonnes d'explosifs.
À partir du 28 avril, les bombardements redoublèrent d'intensité. À partir du 1er mai, l'artillerie japonaise commença également ses tirs depuis Bataan.

## Débarquement japonais
Dans la nuit du 5 au 6 mai, les bataillons du 61e régiment d'infanterie japonais débarquèrent au nord-est de l'île, sur les plages de Corregidor, précédés d'une nouvelle campagne de bombardements. La résistance féroce des soldats philippins et américains fut bientôt submergée par le nombre des troupes ennemies, qui bénéficiaient de renforts continuels.
À 9 h 30 du matin, trois tanks japonais furent débarqués sur la plage et prirent part à la bataille ; les défenseurs durent se replier vers Malinta Hill et trouver abri dans le tunnel, où se trouvaient déjà 1000 soldats blessés.
Souhaitant éviter l'invasion du tunnel qui n'aurait pu que se conclure par un massacre, le général Wainwright annonça son intention de se rendre par un message radiophonique au président Franklin D. Roosevelt. À 13 h 30, deux officiers munis d'un drapeau blanc furent envoyés annoncer la reddition aux Japonais.

## Conséquences
Le général japonais Homma exige que la reddition porte sur l'ensemble des troupes placées sous le commandement de Wainwright, y compris Mindanao où le général Sharp poursuit la lutte. Le 8 mai, Wainwright fait transmettre aux forces de Mindanao l'ordre de se rendre.
La prise de Corregidor marqua la victoire finale des Japonais aux Philippines, mais contribua, comme la bataille de Bataan, à leur faire perdre un temps précieux, handicapant leur stratégie dans la région de l'océan Pacifique.
4 000 des 11 000 prisonniers philippins et américains furent ensuite exhibés par les Japonais lors d'une parade dans les rues de Manille. Plusieurs milliers furent envoyés dans des camps de travail. Le général Wainwright fut emprisonné en Mandchourie.

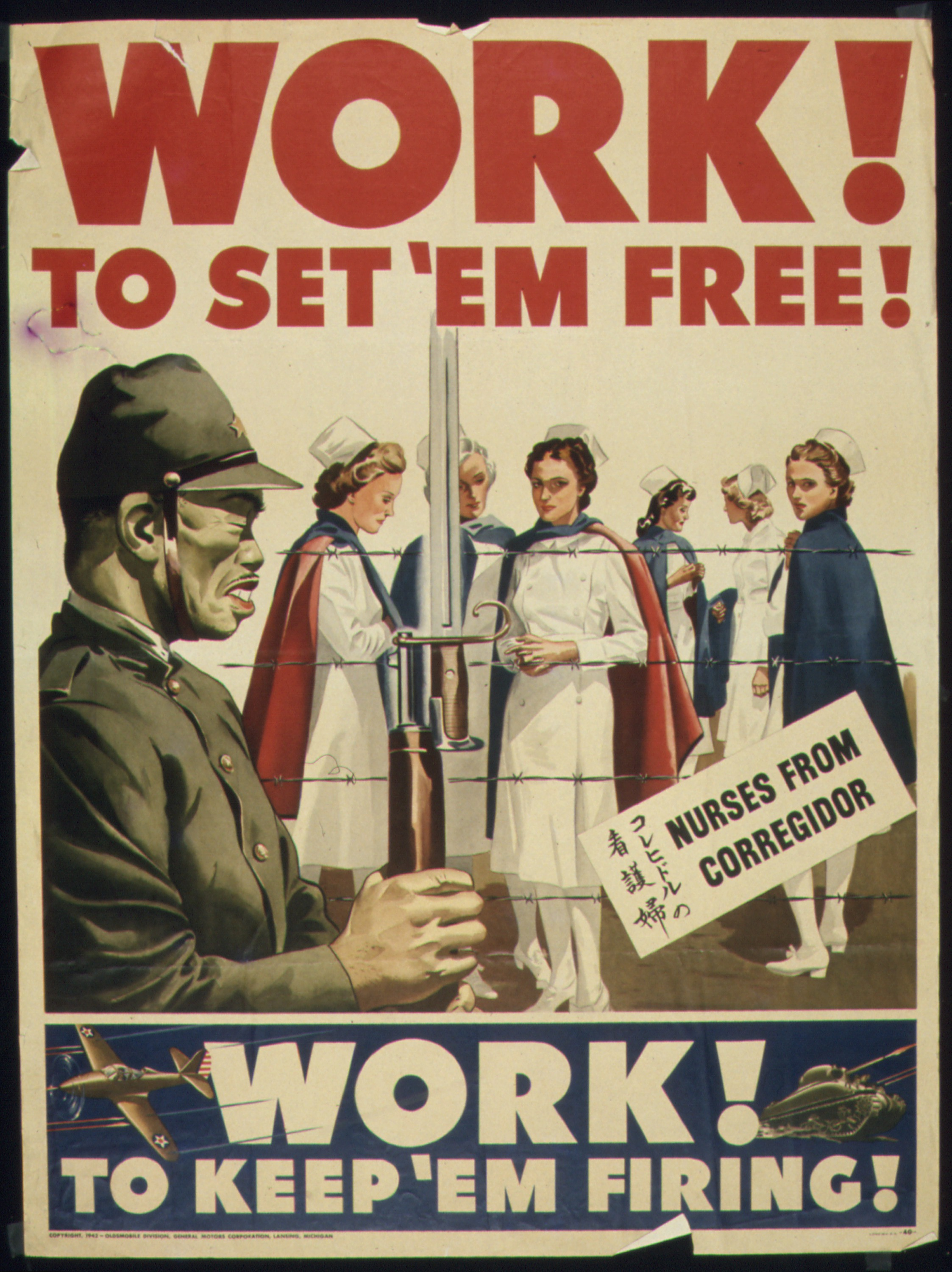
Poster de propagande américain opposant un soldat japonais aux traits caricaturés à des infirmières détenues à Corregidor, sur le modèle de la demoiselle en détresse. Source : NARA

Un certain nombre de soldats philippins et américains, ayant échappé à la capture et rejoints par des rescapés de la bataille de Bataan, entrèrent en résistance et entamèrent des actions de guérilla anti-japonaise sur le sol philippin.
Corregidor fut reprise en 1945 dans une nouvelle bataille, lors de la libération des Philippines.

## Postérité
Un mémorial de la Guerre du Pacifique fut plus tard construit sur Corregidor, commémorant la résistance des soldats américains et philippins.
Aux États-Unis, un pont traversant la  rivière Chicago porte le nom de Bataan-Corregidor Memorial Bridge.